# Chiesa di Santa Lucia (Tusa)
La chiesa di San Lucia è una ex chiesa, demolita, di Tusa.

## Storia e descrizione
Si trovava al limite occidentale dell'abitato, presso le mura, con il convento agostiniano dell'ordine degli eremiti.
Chiesa e convento furono fondati nel 1530 per munificenza di Simone Ventimiglia. La chiesa è ad unica navata, con cappelle e altari, e presenta una ricca decorazione in stucco. Dopo il 1866 fu acquistata dal comune nel 1876. Chiusa al pubblico nel 1934 fu abbandonata e dichiarata inagibile nel 1950. Nel 1964 crollò il tetto e in mancanza di fondi ne fu decisa la demolizione, eseguita nel 1967. Sul sito occupato arbitrariamente venne realizzata una casa per civile abitazione da un privato cittadino.

## Convento
Il convento fu soppresso nel 1665 e le sue rendite incorporate a quelle del seminario di Cefalù, ma fu riaperto per petizione popolare nel 1679. Passò quindi al demanio dopo la soppressione degli ordini religiosi nel 1866 e fu venduto a privati nel 1898. 